# Fontaine-Bonneleau
Fontaine-Bonneleau ist eine französische Gemeinde mit 235 Einwohnern (Stand 1. Januar 2022) im Département Oise in der Region Hauts-de-France. Die Gemeinde liegt im Arrondissement Beauvais und ist Teil der Communauté de communes de l’Oise Picarde und des Kantons Saint-Just-en-Chaussée.

## Geographie
Die ländliche Gemeinde liegt am Oberlauf der Selle (Celle), die im Stadtgebiet von Amiens in die Somme mündet, rund neun Kilometer nordöstlich von Crèvecœur-le-Grand. Durch sie verlief die aufgelassene und in diesem Abschnitt abgebaute Bahnstrecke von Amiens nach Beauvais. Der heutige Weiler Bonneleau liegt rund einen Kilometer nördlich von Fontaine. Zur Gemeinde gehört das isoliert gelegene Gehöft Ferme du Bois de la Haie.

## Geschichte
Die Nutzung der örtlichen Mineralquellen begann 1770. Im 19. Jahrhundert bestanden fünf Mühlen an der Selle, daneben gab es einen Kalkofen und einen Steinbruch.

## Einwohner
| 1962 | 1968 | 1975 | 1982 | 1990 | 1999 | 2006 | 2011 |
| ---- | ---- | ---- | ---- | ---- | ---- | ---- | ---- |
| 329  | 318  | 292  | 279  | 252  | 287  | 288  | 264  |

## Verwaltung
Bürgermeister (maire) ist seit 2008 Didier Cornet.

## Sehenswürdigkeiten

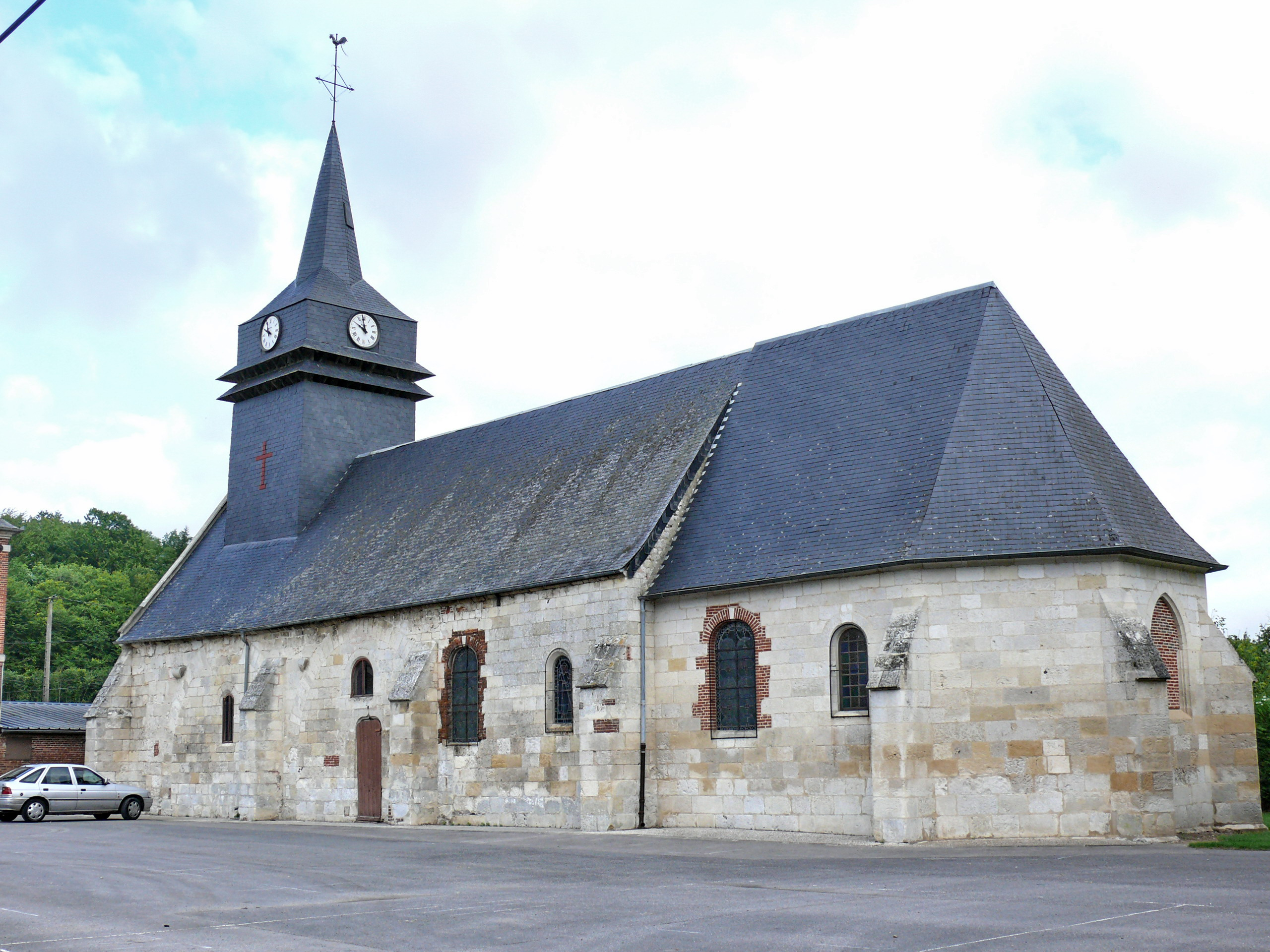
Kirche Saint-Cyr-Sainte-Julitte

- Kirche Saint-Cyr und Sainte-Julitte[1]
- Kirche Saint-Georges in Bonneleau[2]
- Schloss zwischen den beiden Gemeindeteilen